# Стахауэр, Фредерик
Фредерик Стахауэр (нидерл. Frederick Stachouwer; 1628 — 1666) — нидерландский морской офицер XVII века.
Фредерик Стахауэр родился где-то в Гронингене (точное местоположение неизвестно) и был крещён 28 ноября 1628 года. Впервые он был зачислен на службу в Голландской Вест-Индской компании в качестве солдата в Бразилии. Он дослужился до лейтенанта. Когда колония оказалась под угрозой краха, он в 1652 году вернулся в Нидерланды, где, не случайно, велись боевые действия в Первой англо-голландской войне. В мае он сразу поступил на службу в Адмиралтейство Западной Фрисландии как лейтенант под началом Питера Флорисзона. Его имя упоминается в списках сражения в Эресунне в 1658 году. Затем он был на службе у датчан в течение четырех лет в качестве, как мы бы сегодня назвали, «военного советника», чтобы обучить их к тактике десантных операций.
В 1662 году он стал командующим морскими пехотинцами под командованием Волкерта Схрама, который и сам стал адмиралом на датской службе три года спустя. В 1665 году, когда началась Вторая англо-голландская война, появились большие возможности для карьеры, и он стал капитаном в Нидерландах; Он был назначен 24 или 25 марта контр-адмиралом при Схраме и показал себя с лучшей стороны во время поражения в Лоустофтском сражении. Он был убит 14 июня 1666 года, во второй день Четырёхдневного сражения, и был одним из девятнадцати убитых на Wapen van Enkhuizen; был тогда замещён как флаг-капитан Эгбертом Питерсоном Квиспелем. В его биографии Стахауэр упоминается больше как солдат, чем моряк. Он похоронен в Вестеркерк в Энкхёйзене.